# متحف خانكندي ألتاريخي والإثنوغرافي
متحف خانكندي ألتاريخي والإثنوغرافي (بالأذرية: Xankəndi Şəhər Tarix-Diyarşünaslıq Muzeyi)، كان يقع في منطقة خانكندي في محافظة كركيجاحان.

## تاريخ المتحف
كان المتحف ملكاً لمليك محمد حسان. وبما أنه لا توجد مدرسة في كركيجاحان في الأربعينيات والخمسينيات كان يعمل هذا المبنى كالمدرسة لمدة 12 سنة.
بعد إنشاء المدرسة الأولى فيها بدأ المبنة إلى فعليته كالمتحف. المدير الأخر للمتحف هو نازيم ممادوف في الفترات 1976 - 1990.
تم إنشاء المكتبة في 1924، المسرح الدراما في 1932، مسرح المنوعات والرقص في 1959، 1970 متحف خانكندي ألتاريخي والإثنوغرافي مع 30 ألف معرض في 1970.
توقف متحف خانكندي التاريخي والإثنوغرافي فعاليته بعد إحتلال منطقة خانكندي من قِبل الأرمن.